# Стапари
Стапари су село у Србији у општини Ужице у Златиборском округу. Смештени су на обронцима планине Таре и преко крашке површи спуштају се до периферије града Ужица. Према попису из 2022. било је 718 становника.
Село Стапари поседује значајан туристички потенцијал. У Стапарима се налазе две бање и извори лековите воде који су добри за кожу лица. Такође село Стапари поседује и један од најбољих рејона за пецање рибе на реци Ђетињи. У прилог томе иде и чињеница да је у Стапарима ухваћена младица од чак 93 cm. Највиши врх Стапара је Буковик 978 m, док је најнижа тачка на реци Ђетињи 484 m. Због изражене висинске разлике Стапаре одликују два климатска појаса. Умерено-континентални у кањону реке Ђетиње и планински на северној страни села.
Центар села је удаљен 10 km од Ужица и налази се на 822 m надморске висине. У близини су и Тара, Златибор, Мокра Гора, Мачкат, Сирогојно. Поред друмског саобраћаја до Стапара је могуће доћи пругом Београд - Бар, која пролази јужним делом села. Због постојања аеродрома Поникве, који је делимично оспособљен за летове, и ваздушни саобраћајем је могуће доћи до села.
Овде се налазе Стапарска градина, Стапарска бања, Римско гробље, Савин камен, Врело Постјеница, Пећина Мегара, Црква архистратига Гаврила у Стапарима, Школа у Стапарима и Железничка станица Стапари.

## Историја

### Из најстаријих времена
Стапари у писаним траговима први пут се помињу у XV веку, док најстарији трагови живота на подручју Стапара датирају у праисторију. У ужичком крају било је више насеља из неолитског доба, међу којима је и Стапарска градина. Према речима др Михаила Зотовића ово насеље спада у ред најзначајнијих градинских насеља у западној Србији.
Насеље у Стапарима највероватније је настало у пуном развоју неолитске епохе и егзистирало све до бронзаног доба. У другом веку пре нове ере на простору ужичког краја била су насељена илирско-келтска племена, од којих су у овом крају били најпознатији Партини. Они су имали своје светилиште у пећини Мегара где су приносили жртве свом богу Јупитеру Партинском. Ово старо илирско-келтско племе покорили су Римљани и у каснијим вековима романизовали. Из римског доба у овом крају остали су разни култни споменици-гробља. Једно такво гробље налази се у засеоку Трнава (мештани ово место зову и Мађарско гробље).
Доласком Словена на ове просторе у VI и VII веку, старо становништво већим делом било је потиснуто и делимично асимиловано, да би се касније етнички потпуно изгубило на овим просторима. Ужички крај у IX и X веку налазио се у саставу тадашње српске државе под првом српском династијом Вишеславића. После пропасти државе Часлава Клонимировића - Вишеславића око 960. године овај крај потпада под управу угарских краљева.

### Средњи век
У другој половини XII века територија Стапара улази у састав Немањићке средњовековне државе. Да би од почетка XIV века па све до 1373. године била у саставу феудалне државице жупана Николе Алтомановића.
После 1373. године ужички крај улази у састав државе кнеза Лазара Хребељановића и у саставу српске државе остаје све до њеног пада под турску власт 1459. године. У периоду српске средњовековне државе ужички крај је у административно-територијалном погледу био подељен на четири жупе:
- Моравица
- Црна Гора
- Лужница
- Рујно

Простор данашњих Стапара тада је био у саставу жупе Рујно. Назив ове жупе долази од обиља биљке „руј”, која је у средњем веку била важан артикал у штављењу и бојењу животињске коже. Жупа Рујно у средњем веку је обиловала пространим пашњацима, шумама и речицама, што је било идеално за развој сточарства, лова и риболова. По легенди у овај крај у летњем периоду долазили су владари лозе Немањића. Манастир Рујан у данашњим Врутцима, био је културни и просветни центар овог краја. Његова улога је нарочито порасла у XVI веку када је у њему радила штампарија.
У овом манастиру 1537. године монах Теодосије штампао је Рујанско Јеванђеље. Низводно низ Ђетињу у то време користио се за лечење и опоравак болесних лековити извор Стапарске бање. Сви ови подаци наводе да су села уз реку Ђетињу, међу којима и Стапари, била добро насељена старим српским становништвом, које се на ове просторе населило доласком Словена у VI и VII веку.

### Пад српске средњевековне државе
После пада српске средњовековне државе 1459. године. Турци су на овим подручјима успоставили власт. Староседелачко српско становништво у Стапарима претпоставља се да се задржало и после пада српске државе, све до 1690. односно 1739. године.
Великим сеобама српског становништва са овог подручја, проузрокованим Аустро-турским ратовима скоро у потпуности испразнили су села у ужичком крају. Поред велике сеобе српског становништва под патријархом Арсенијем Чарнојевићем 1690. сеоба становништва у ужичком крају најмасовнија је била 1739. године, када је како историјски извори наводе старовлашки бератлиски кнез Атанасије Рашковић из Старог Влаха и ужичког краја на сеобу повео око 6 000 породица преко Ваљева, реке Саве у Срем и Славонију, јужну Угарску. Приликом ових великих сеоба стари становници Стапара населили су се у околини Ваљева где свом новом станишту дадоше име Стапари. А други који пређоше Саву у околини Сомбора дадоше име Стапар. У данашњем селу Стапарима код Ваљева живе породице са истим презименима као у ужичким Стапарима (Јовичићи, Јовановићи, Мирковићи и др.). Да ли су ове породице сродници својих презимењака у Стапарима, тешко је утврдити, јер у средњем веку једино су угледније племићке породице задржавале дуже своје презиме. Већина ужичких села после великих сеоба била су скоро опустела. Тадашња турска власт је из економских и пореских разлога одобравала насељавање опустелих села. Стари становници који су се одселили, нису се на турски позив вратили на своја стара станишта. Па су Турци првенствено аге и спахије преко посредника доводили српско становништво из Херцеговине, Црногорских брда, Полимља, Паторја и Подриња. Односно из оних крајева одакле се становништво у великим сеобама није селило у Војводину и Јужну Угарску.
У том периоду у Стапаре се досељава становништво из старе Херцеговине (од братстава Куча, Васојевића, Братоножића, Дробњака, Пивљана и других), Полимља и Подриња који су преци данашњих фамилија. Староседелачко становништво Стапара које је остало у малом броју, убрзо се стопи са великом групом досељеника које је стигло у Стапаре у другој половини XVIII века. Данас у Стапарима није сачувано предање да ли има староседелачких фамилија. Највећи талас досељеника из поменутих подручја у ужички крај, доселио се у другој половини XVIII века, па до слома Првог српског устанка 1813. године.

### Стапари у српским устанцима
У Првом српском устанку и Другом српском устанку учествовало је доста Стапараца. Велики број њих незнаних дао је своје животе за слободу отаџбине. Из појединих извора и литературе сазнајемо да су свој допринос у устаничким борбама од 1804. до 1815. године, дали и Стапарци:
- Кнез Трифун Пеарац-тадашњи старешина села
- браћа Ненад-Нешко и Вукосав Радојичић
- Јоко Станић
- Милош Сенић (Симић)
- Симо Новаковић
- Петар Драгојевић (Словић)
- Марко Николић (Челиковић)
- Вучић Курлага
- Веселин
- Гачо Синђић и многи други

У првим годинама владавине кнеза Милоша после 1815. године најмногољуднија села у ужичкој нахији била су Гостиница и Стапари. У првом попису у полуослобођеној Србији 1818. године у Стапарима била је 51 кућа (домаћинство). У Стапаре у том периоду није било већих досељавања па је пораст броја становника био увећан природним прираштајем и деобом задружних кућа. У ужичком округу 1840. године просечан број домова по селима био је 43 домаћинства са око 300 становника. Далеко изнад овог просека били су Стапари са 87 домаћинстава.

### Ужичка кавга-Курлагина буна
Године 1830. турски султан је признао аутономију кнежевини Србији. Овим актом Србија је добила потпуну унутрашњу управу у земљи.
У Ужичкој вароши у то време било је неколико хиљада Турака и осталог муслиманског становништва. Турске спахије у Ужицу огорчене и незадовољне на царски ферман, због губитка старих спахијских права, у више наврата изазвале су сукобе са Србима и српском влашћу. Један такав сукоб између Турака и Срба у Ужицу догодио се средином фебруара 1832. године, у народу позната као Ужичка кавга – Курлагина буна.
Вучић Курлага родом из Стапара храбар човек, немирног духа неколико година после Другог устанка, одметнуо се у хајдуке и хајдуковао по Старом Влаху и турској територији. У лето 1824. године турске потере у Старом Влаху разбиле су хајдучку дружину Вучића Курлаге и њега теже ранили. Кад је оздравио Вучић Курлага заједно са хајдуком Ристићем, који је такође био из Стапара, предао се на „веру” кнезу Павлу Штули који је управљао Црногорском кнежевином. Павле Штула је Курлагу и Ристића упутио у Крагујевац код кнеза Милоша Обреновића. Кнез је Курлаги опростио раније грехе и поставио га за пандура при српској власти у Крагујевцу. После три године кнез Милош је Курлагу вратио у родни крај и поставио га за пограничног буљубашу, да контролише и чува пут, који иде из Босне преко Шаргана, Биоске и Стапара до Ужица. На тој дужности Вучић Курлага остао је све до 1832. године, често долазећи, због турске охолости, у сукоб са обесним Турцима. У Волујцу Курлага се први пут вербално сукобио са обесним турским бешелијом Ахмед Кусовом – Пелешом, који је био одан присталица Хусен – Капетана Градашчевића вође босанских побуњеника. Ахмет Кусов имао је задатак да ужичке незадовољне спахије и остале турске незадовољнике окрене против Срба. И поред претњи од старане Кусова да не залази у турску чаршију, 14. фебруара 1832. године обесни Вучић прошетао је чаршијом и дошао пред дућан Ахмета Кусова. Ту је дошло до новог сукоба где је Турчин, како стоји у извештају српске власти први потегао кубуру и ранио Курлагу, а овај из лежећег положаја потеже своју кубуру и погоди у чело Ахмета Кусова који паде мртав. Пуцњи су привукли пажњу Турака из чаршије. Курлага се дигао да бежи, али неколико Турака је кренуло на њега. Иако рањен успео је јатаганом да рани двојицу Турака, али су разјарени Турци на мртво ножевима исекли храброг Курлагу. Пуцњава је зачас узбунила варош, у близини се задесио и Курлагин земљак Нешко Радојичић, који је у Ужицу био познат као кириџија. Разјарени Турци варошани су насрнули и на њега и пушчаним кундацима га претукли. Пред пашиним очима неки Исо терзија жељан лаког трофеја и чаршијске славе покушао је несрећном Нешку кириџији да одсече главу, али је Нешко у самоодбрани извадио испод гуња кубуру и тешко ранио насртљивог Турчина. Српски сељаци који су се тог дана затекли у турском делу вароши немајући никакве везе са овим сукобом почели су да беже. Група Турака која је била огорчена због убиства Ахмета Кусова, кренула је у општу хајку на преостале Србе који су се ту задесили. Ни криви ни дужни у хајци рањени су Миленко Бошњак из Дријетња, Милован Ристановић из Трипкове и Марко Николић из Биоске. Такав је према званичном извештају магистарске српске власти, био жалосни збир српских жртава.
Курлагина буна узнемирила је српски део вароши и околно српско становништво. Српске старешине Јован Мићић и Павле Штула одмах су реаговали и у својим капетанијама мобилисали одређени број људи и примакли се Ужицу. Иако је ужички муселим Салих – ага убеђивао кнеза Милоша да је сукоб у Ужичкој чаршији између Турака и Срба био изглађен, кнез није одустао од своје намере да Србе сасвим из Ужица исели у Пожегу, где је пресељен и окружни магистрат (суд). Убрзо су се ужички Турци нашли у чуду, јер не само да се Срби варошани, којих је било десет пута мање од Турака нису враћали у Ужице већ, су престали да у њега силазе и околни становници. Тиме је ужичка варош била неко време економски и привредно изолована од српског становништва све до повратка Срба варошана и окружног магистрата 1834. године у Ужицу. У пролеће 1835. године српско становништво вратило се у Ужице.

### Турски ратови
Кнез Милош ради безбедности српске границе и сукоба у Ужицу наредио је почетком марта 1832. године да се мобилише један број наоружане војске у целој кнежевини. Сердар рујански Јован Мићић 12. марта исте године мобилисао је у својој капетанији 780 пешака и 80 коњаника из 54 села и о томе известио кнеза Милоша. Међу овим народним војницима било је доста ветерана из Првог српског устанка и Другог српског устанка, који су позвани у војску ради искуства, неки од ових ветерана били су предводници народних војника из појединих села. Из Стапара у народну војску тада је позвано 25 пешака и један коњаник, предводник ових Стапараца био је ветеран из борби у Првом и Другом устанку Јоко Станић, а остали војници били су : Стојан Челиков, Павле Марјанов, Никола Јованов, Ненад Секулић, Митрашин Милентијев, Пантелија Милутиновић, Јован Ћубић, Ђоко Милошев, Марко Станишић, Петар Смаил, Павле Митрашинов, Бојо Вукић, Јован Мирков, Глигорије Јевтић, Никола Митров, Петар Веселинов, Јован Симић, Јован Млађенов, Марко Јовановић, Димитрије Веселинов, Василије Којадинов, Јован Спасојев, Гавро Милошевић, Радован Мирков, Којо Мијаилов.
Рујанци, са својим старешином Јованом Мићићем, први су изашли на тадашњу стару српско – турску границу на Златибору. Током пролећа није било сукоба на Златибору, царска војска је поразила босанске бунтовнике и мир се вратио на ово подручје.
У краткотрајном сукобу у августу и септембру 1862. године за коначно ослобођење Ужица од Турака, учествовала је и Стапарска чета народне војске. У првом сукобу са Турцима, 27. августа народни војници из Стапара заједно са Биоштанцима и Креманцима били су на положајима на Теразијама. Турци из утврђеног града и са Карауле су напали народну војску на Теразијама. Приликом ове борбе из Стапара погинули су Марко Пејић и Марко Васић, а четворица су били рањени, међу њима и Стојан Симић. Краткотрајне борбе за ослобођење Ужица су окончане 4. септембра 1862. године.
У ослободилачким ратовима 1876—1878. године које је Србија водила против турске царевине, учествовао је велики број Стапараца. Како хроничари бележе у борбама на Јаворском фронту на бојиштима Калипоља, Огоријевца и Чемернице погинули су: Младен Сокић, Мијаило Милосављевић, Милисав Ристић – Проданов, Милован Богдановић, Никола Даговић, Јанићије Јовановић, Јово Којадиновић, Борисав Буквић, Јеврем Јокић, Обрен Рафаиловић, Јеремија Гачић, Обрен Радојичић и Тодор Синђић из Стапара.

### Балкански ратови и Први светски рат
Велики ратови од 1912. до 1918. године однели су за слободу отаџбине преко 150 народних војника из Стапара. Своје животе положили су на бојиштима Куманова, Брегалнице, Вишеграда, Јагодње, Текериша и по беспућима Албаније, водама Јонског мора, на острву Виду и у борбама на Солунском фронту, Битољу, Ветернику, Сивој Стени и Кајмакчалану. Један број њих је умро од епидемије тифуса, зиме 1915. године. Аустро-угарске окупационе власти у јесен 1916. године из општине Стапари у логор Нежидер у Мађарској интернирале су 64 грађанина старости од 17 до 65 година. Већина њих се вратила после неколико месеци, а неки су остали до јесени 1918. године.
У овим ослободилачким ратовима Стапари су имали и своје „витезове“ носиоце одликовања Карађорђеве звезде, то су: Благомир И. Милутиновић, Драгомир Милутиновић, Радисав Милутиновић и Стеван Мирковић. Од немаштине и глади умрло је преко 200 становника општине Стапари. Жртве које су поднели житељи Стапара у овом светском рату, биле су велике. За разлику од многих несретних мајки које нису дочекале повратак својих синова из рата, Златија Гредељевић, мајка Јована, Тиосава, Саве и Мијата дочекала је сву четворицу синова са фронта, о чему сведочи Антоније Ђурић у књизи „Солунци говоре”.

### Други светски рат
У Другом светском рату 1941—1945. године из Стапара погинуло је и од рана умрло преко 60 грађана. Једни су погинули у априлском рату 1941. године, као борци НОБ-а Југославије, а други као борци четничких јединица, генерала Драже Михаиловића или као жртве фашистичког терора, убијени и умрли у концентрационим логорима (Норвешке, Немачке, на Бањици...). У априлском рату 1941. у ратно заробљеништво Немачке одведено је 46 војника из Стапара. Међу жртвама Другог светског рата има неколико њих које је нова народна власт стрељала као народне непријатеље. Без обзира на којој се страни налазили сви они су жртве Другог светског рата и достојни су помена и поштовања.
Највећа битка тог времена на овим просторима је свакако битка на Кадињачи. Део овог бојишта је припадао тадашњој општини Стапари, а данас се налази у саставу МЗ Волујац, односно на територији Катастарске општине Стапари.

### Грађански рат
Грађански рат 1990—1995. године који је претходио распаду СФРЈ вођен је на територији Словеније, Хрватске и Босне и Херцеговине. У овом рату учествовао је и велики број Стапараца, углавном редовних војника у саставу ЈНА генерације 1971/72. као и велики број резервиста.

### НАТО агресија
НАТО агресија 1999. године отпочела је 24. марта и трајала до 10.јуна 1999. године. Ваздушни удари, посебно у првим данима агресије, били су усмерени на објекте инфраструктуре, посебно јединица РВ и ПВО. Јединице РВ су за потребе одбране поселе шест аеродрома између којих и аеродром Поникве.
Аеродром Поникве је био примарни циљ непријатељске авијације. Нападан је укупно 48 пута и у односу на површину представља објекат на који је бачено највише бомби. Први напад (и погодак напуштеног погонског складишта) био је 24. марта око 20.05 часова. У Стапарима се већи део периода агресије налазило и командно место команде аеродрома и логистичких јединица, а Стапарци су све своје потенцијале ставили на располагање Војсци Југославије. Припадници резервног састава одазвали су се позиву и својим ангажовањем допринели успешној одбрани отаџбине. Чињеница да у овим дејствима није било жртава, најбољи је пример добре сарадње војне командне линије и месног становништва.

## Привреда
Основна делатност, којом се баве мештани села, је пољопривреда. Раније се базирала на сточарству и ратарству, а данас је најзаступљенија производња кромпира, купине и малине. Велики број домаћинстава има своје малињаке, а временом се тај број све више повећава.
Обим производње као и пласман производа зависио је од тржишне политике државе, односно од примењеног модалитета.
Давне 1924. године Стапарци су основали земљорадничку и кредитно набављачку задругу. Овај облик удруживања значајно је утицао на живот села. Шездесетих година Стапарска задруга припојена је Ужичкој задрузи и у њеном саставу је егзистирала до краја прошлог века, то јест до гашења задругарства.
Поред задруге значајан утицај на развој пољопривреде имало је пољопривредно добро Поникве, које својим великим делом гравитира на територији Стапара.
Саобраћајнице су имале велику улогу у доприносу развоја села. То су: „Кириџијски друм“ из турског периода, који је повезивао Ужице са источном Босном, пруга Ужице-Сарајево, пруга Београд-Бар, магистрални пут Ужице- Вишеград и аеродром Поникве. За потребе градње ових објеката на подручју села својевремено су радила три каменолома.
Поред доброг развоја привреде села, индустријализација земље која је почела половином XX века довела је до миграције великог броја становника из села у град и тиме утицала на саму привреду. Развој приватног предузетништва као и економски преокрет имао је велики утицај. Подаци говоре да пре 1839. године, сем у Стапарима, није било отворених дућана у ужичким селима. О развоју говори и податак да је у периоду од 1992. године до 2013. године на територији Стапара радила 21 продавница, 7 кафана и једна млекара. Данас је дошло до повећања броја предузетника од којих се издвајају:
- ЈП „Аеродром Поникве“-Ужице
- Контрола летења Србије и Црне Горе SMATSA доо Београд
- производни погон „Боки пласт“–власник Жељко Перишић
- СТР „Буковик“–власник Александар Аћимовић
- погон за откуп и прераду шумских плодова и јагодичастог воћа ДОО „Сабља“–власник Мирко Богојевић
- ауто-механичарска радња СЗР „Вуковић“-власник Милисав Вуковић
- „FLASH MAKER” трговина на велико и производња украсних кеса-власник Бориша Илић
- грађевинска фирма СЗР ”Гаго“–власник Драган Васић

## Инфраструктура

### Саобраћај
Географски положај Стапара је такав да преко његове територије прелази већина значајних саобраћајница од давне прошлости до данас. Њихов значај је битан за земљу али и доприноси развоју села, како некада тако и сада. То су:
- кириџијски пут Солун-Сарајево
- магистрални пут Ужице-Вишеград
- пруга Сталаћ-Сарајево
- пруга Београд-Бар
- аеродром Поникве

|        | путна мрежа Стапара | асфалтирани путеви | не асфалтирани путеви |
| ------ | ------------------- | ------------------ | --------------------- |
| дужина (km)| 59                  | 34                 | 25                    |
| %      | 100%                | 58%                | 42%                   |

Трговачки пут или кириџијски друм Солун-Сарајево-у време турске владавине кроз Стапаре је пролазио пут који је повезивао западну Србију са источном Босном и Херцеговином. Овај пут је био од великог значаја за тадашњу државу, али и за живот Стапара. У атару села код Радојичића кућа налазио се ђумрук(царина), по чему је и настао топоним Кула, а на деоници пута који пролази кроз Стапаре радило је шест механа. Једна група Стапараца 1836. године добила је кириџијски пасош за Босну и тиме стекла право да врши превоз робе, а њихов дијапазон кретања је био од Дубровника до Македоније. У Стапарима и данас постоје деонице овог путног правца.
Магистрални пут Ужице-Вишеград-изграђен је двадесетих година прошлог века као макадамски пут, а статус магистралног путног правца добија 1970. године по завршетку асфалтирања пута. Значај овога пута је био огроман за државу, јер је повезивао западну Србију са источном Босном и јужним приморјем. Израда путног правца преко Златибора довела је до тога да је ово постао алтернативни путни правац.
Пруга уског колосека Ужице-Вардиште-је деоница пруге Сталаћ-Сарајево. Ова траса отворена је 25. децембра 1925. године и представљала је значајну саобраћајницу Краљевине Југославије, а касније и СФРЈ. Деоница ове пруге кањоном Ђетиње пролазила је и кроз Стапаре, где је постајало станично место. У том периоду, када је друмски саобраћај био у развоју, ова пруга је била једина могућност стизања до Ужица. За многе Стапарце развој железнице је значио у погледу добијања посла на различитим функцијама. Пруга је угашена 28. фебруара 1974. године и данас траса ове пруге користи се као друмски пут.
Пруга Београд-Бар-је била највећи и најскупљи инфраструктурни пројекат у социјалистичкој Југославији. Ова међународна пруга грађена је 25 година, од 1951. године до 1976. године. Свечано је пуштена у саобраћај 28. маја 1976. године проласком чувеног „Плавог воза“ са државним руководством на челу са председником Титом. На деоници ове пруге налази се станично место у Стапарима.
Аеродром Ужице-Поникве-налази се 18 km северозападно од Ужица, у региону Западне Србије. Аеродром је изграђен средином 80-тих година прошлог века за војне потребе и користио се за повремену употребу. Његов источни део са аеродромским објектима аеродромске контроле летења, погонског складишта и источне стајанке налази се у атару села Стапари и најзначајнији је инфраструктурни објекат у Стапарима. Од 2010. године користи се за цивилни саобраћај под управом јавно предузеће у надлежности града Ужица.

### Електрификација
Електрична струја у Стапаре стигла је 1963. године. У периоду од 1997. до данас извршена је скоро комплетна реконструкција електро мреже. Засеоци Утрина и Долови су добили расвету, а очекује се реализација расвете и у осталим деловима села.

### Водовод
У селу се налази велики број јавних чесми: Рајковац, Црква, Стублић, Лукићи и чесма у засеоку Мојковићи на локалитету „Римско гробље”.
Јавни водовод:
- Мијатовића врело(војни водовод)
- Црквено врело
- Четина
- Дивљаковића врело
- Врелце.

Остала домаћинства водоснабдевају се из индивидуалних резервоара.

## Локалитети

### Савин камен
Занимљив локалитет „Камена вода”, мештани га чешће називају „Савин Камен”, налази се засеоку Долови изнад десне обале потока Долови. Ту се налази крст већих димензија на коме пише: „Камена Вода-Светог Саве”. Овај крст подигли су 10. маја 2000. године Хаџи Славко Мирковићи и Хаџи Миливоје Јараковић. Испод крста налази се једна громада од камена-кречњака неправилног облика дужине око 120 cm. У стени се налазе четири велике округле рупе, све четири окренуте у правцу крста и подсећају на траг коњских копита. У једној каменој рупи увек има воде.
Мештани села сматрају да је вода лековита и њом испирају очи. Четири рупе у кречњачкој стени су необичне, округлог су облика и изнутра глатке као да их је вековима глачала нека вода, па се верује да таква удубљења нису могли направити људи. Према легенди:„овуда је некада прошао Свети Сава на коњу, било је блато и све четири коњске ноге су се заглавиле у блату, траг који је остао временом се окаменио и заувек остао у овој кречњачкој стени“. Све четири рупе, мада неједнаке дубине, имају растојање слично траговима коњског хода.

### Стапарска градина
Археолошко налазиште Стапарска градина налази се у кањону реке Ђетиње на 11 km западно од Ужица. Велика истраживања са више блок сонди, извршена у периоду између 1956. године и 1958. године, показала су да се ради о насељу дубоких и добро сачуваних слојева. Др Михаило Зотовић изјавио је да је ово једно од најзначајнијих градинских насеља у западној Србији.
Стратиграфија слоја дубине 3,5 m показује три хоризонта становања: најнижи и најстарији слој одговара неолиту са средине хронолошке лествице у Винчи око шест метара, који представља границу између винчанско-тордошке и винчанско-плочничке фазе. Други по свом карактеру одговара виначанско-плочничкој фази са бубањско-хумским и баденским елементима који указују на прелаз у метално доба. Трећи, који временски одговара раном бронзаном добу са елементима вучедолске керамике. Овај слој је добром делом уништен сталним спирањем и обрадом земље. У току истраживања у слојевима насеља откривени су масивни остаци надземних стамбених објеката и доста добро очувани елементи три куће, а у најдубљем најстаријем слоју и земуничне јаме.
Такође је битно поменути да је у насељу пронађен релативно велики депо житарица, у коме доминира пшеница која води порекло из агрикултурних врста предње Азије. Насеље у Стапарима највероватније је настало у пуном развоју неолитске епохе и егзистирало све до бронзаног доба. Експонати нађени на овом локалитету налазе се у Народном музеју у Ужицу.

### Стапарска бања
У близини села, у стапарској клисури реке Ђетиње налази се Стапарска бања са неколико термалних извора.
По M. Костићу Стапарска бања је стари термални локалитет Западне Србије. На њему су пронађени купалишни остаци који имају праисторијско порекло. Ови извори су коришћени у античком периоду и у доба Римљана који су имали мања насеља у близини. Лековите изворе Стапарске бање користили су и становници ових крајева у средњем веку, о чему сведоче и неки оближњи топоними, као и у периоду између два рата. Њена лековитост огледа се у лечењу кожних болести и реуматских обољења.

## Објекти

### Црква
Црква у Стапарима посвећена је Св. Архистратигу – Гаврилу, саграђена је 1821. године. Међутим, Јоаким Вујић у књизи „Путешествији по Србији” за стапарску цркву коју је посетио 1826. године, написао је да је подигнута 1820. године, заслугом кнеза Јована Мићића и кнеза Средоја Арсенијевића. Писац посебно истиче да је на месту нове цркве била „стара црква“ коју су Турци спалили и до темеља разрушили, вероватно у време „Кочине крајине“. Зидана је ломљеним каменом и блоковима сиге, што представља праву реткост за то време. То је једнобродна грађевина која на истоку завршава широком полукружном олтарском апсидом, а на западу, припратом у облику отвореног трема. Горње зоне зидова изводе површине испуњене фрескама, које су по свој прилици осликали у периоду од 1851. до 1862. године Милија Максимовић и Димитрије Посниковић сликар из Сремских Карловаца. У време прве владавине кнеза Милоша Обреновића ова црква је једна од ретких богомоља у овом крају ужичке нахије. Када је она обновљена још нису биле саграђене цркве у Ужицу, Чајетини, Биосци, Кремнима, Мокрој Гори, Доброселици, Јабланици. Стапарска парохија кроз читав XIX век била је једна од највећих по броју домова у ужичком крају. У првим годинама свог постојања ова црква опслуживала је поред Стапара, Волујац, Буар, Биоску, Кремна, Мокру Гору, Дријетањ, Трипкову и Солотушу.

### Аеродром Поникве
Аеродром Поникве се налази на око 18 km северозападно од Ужица. Аеродром је изграђен средином 80-тих година прошлог века за војне потребе и користио се за повремену употребу. Током НАТО бомбардовања 1999. године аеродром је био примарни циљ НАТО авијације и знатно је оштећен. Нападнут је 48 пута и представља најгађанији аеродром у СРЈ. Комплекс аеродрома Поникве се састоји од 556 ха од којих се око 200 ха користи за потребе одвијања ваздушног саобраћаја.
На основу закључка Владе РС, 22.10.2010. године потписан је Уговор између Владе Републике Србије и града Ужица, којим је комплекс аеродрома Поникве пренет на коришћење граду Ужицу. На основу потписаног Уговора, Скупштина Града Ужица је на седници, одржаној 2.3.2011. год, донела одлуку о оснивању Јавног предузећа за управљање аеродромом „Поникве” у Ужицу и обављања аеродромских услуга. У 2013. години обављена је прва фаза разминирања аеродромског комплекса у појасу око полетно-слетне стазе. Овај посао су обавили припадници Сектора за ванредне ситуације из донације Амбасаде САД у износу од 300.000 УСД.
Аеродром тренутно могу да користе ваздухоплови генералне авијације (углавном авиони до 10-12 места). За прихват већих ваздухоплова потребно је још улагања и оспособљавање за ту сврху.

### Контрола летења Србије и Црне Горе SMATSA доо Београд
Контрола летења Србије и Црне Горе SMATSA доо Београд пружа услугу контроле летења у ваздушном простору укупне површине 145.556 km², који обухвата ваздушни простор Републике Србије, државе Црне Горе, део ваздушног простора изнад Јадранског мора, као и 55% горњег ваздушног простора Босне и Херцеговине.
Поред пружања услуга у ваздушној пловидби „SMATSA” врши и школовање пилота и контролора летења, земаљских радио навигационих средстава (ЗРНС), консултантске услуге и одржавање ваздухоплова.
„SMATSA” осим услуга контроле летења ваздухопловима у прелету пружа и услуге прилазне и аеродромске контроле летења на аеродромима: *Београд
- Батајница
- Краљево
- Ниш
- Вршац
- Поникве
- Подгорица
- Тиват

Такође „SMATSA” пружа услуге и за ваздухоплове, који полећу или слећу на аеродроме који су у непосредној близини простора надлежности као што су Скопље, Солун, Тирана, Дубровник, Сплит, Сарајево, Мостар, Тузла, Загреб, Осијек, Будимпешта, Братислава, Темишвар и Софија.
Аеродромска Контрола летења (АКЛ) Поникве оформљена је 1992. године доласком јединица РВ и ПВО ЈНА. Контролни торањ је изграђен 1997. године и поседује најсавременију опрему за пружање ваздушних услуга.

## Лов и риболов

### Лов
Подручје села Стапари заузима централну позицију ловишта „Ђетиња”, које се простире на 54 000 хектара и њиме газдује „Ловачко удружење Алекса Дејовић” из Ужица. Најнижа тачка и уједно граница са суседним ловиштем, којим газдује чајетинско ловачко удружење, је Стапарска бања (510 mnv), док је највиша кота овог ревира Буковик (978 mnv). Кањонски део ловишта обрастао је ниским растињем, а ловне врсте које су заступљене су:
- лисица
- зец
- куна
- срна
- дивља свиња

Поред поменутих ловних врста примећено је присуство медведа и вука. Такође овде се могу наћи видре, које су заштићене животињске врсте. Најављује се да ће у акцији реинтродукције ловних врста доћи до насељавања дивокозе у кањон реке Ђетиње, односно Стапарске клисуре.
Виши делови села су насељени:
- зецом
- лисицом
- срном
- препелицом

Трофејна вредност дивљачи која насељава подручје села Стапара је изузетно висока, како због рада стручне службе, тако и због бонитета стапарског ловишта.

### Риболов
На самој граници катастарских општина Биоска и Стапари из водозахвата Врутци истиче Ђетиња и својих 13 km тока протиче кроз крашки кањон примајући у себе низ притока: Мегарски поток, реку Сушицу, Куљански поток...
Због ниске температуре воде, каскадног тока и изобиља кисеоника, река Ђетиња спада у врх салмонидних вода Србије. Од рибљих врста које се могу овде наћи су: поточна пастрмка, клен, кркуша, младица. У свом току река формира низ вирова:
- Перишића вир
- Ђуров брод
- Криви вир
- Стапарски вир(највећи)

Пролазећи својим током кроз Стапаре, Ђетиња формира омање језеро у коме има разних врста рибе, а за пецање важи правило „ухвати па пусти”.
Језеро Врутци спада у врсту вештачких језера, које је настало преграђивањем реке Ђетиње узводно од Ужица. Језеро је дуго око 8 km, а налази се на надморској висини од 800 m. Као и друга вештачка језера настало је прављењем бране високе 80m и дугачке 240m. Језеро је веома богато рибом што показују упецани капитални примерци разних врста. Од рибљих врста заступљене су:беовица(зека), кркуша, клен, крупатица, бодорка, деверика, скобаљ, пастрмка, бандар, бабушка, шаран, толстолобик и сом.

## Демографија
Ово насеље је великим делом насељено Србима (према попису из 2002. године).
Стапари су село у општини Ужице у Златиборском округу. Према попису из 2002. било је 974 становника (према попису из 1991. било је 1181 становника). У насељу Стапари живи 837 пунолетних становника, а просечна старост становништва износи 45,5 година (43,0 код мушкараца и 48,2 код жена). У насељу има 330 домаћинстава, а просечан број чланова по домаћинству је 2,95. Ово насеље је великим делом насељено Србима (према попису из 2002. године). Према попису из 2011. године у Стапарима живи 877 становника и има 319 домаћинстава.
|  |

| Демографија | Демографија | Демографија |
| Година      | Становника  | Становника  |
| ----------- | ----------- | ----------- |
| 1948.       | 1.982       |             |
| 1953.       | 1.890       |             |
| 1961.       | 1.834       |             |
| 1971.       | 1.608       |             |
| 1981.       | 1.404       |             |
| 1991.       | 1.181       | 1.171       |
| 2002.       | 974         | 984         |
| 2011.       | 877         |             |

| Етнички састав према попису из 2002.‍ | Етнички састав према попису из 2002.‍ | Етнички састав према попису из 2002.‍ | Етнички састав према попису из 2002.‍ | Етнички састав према попису из 2002.‍ |
| ------------------------------------ | ------------------------------------ | ------------------------------------ | ------------------------------------ | ------------------------------------ |
|                                      |                                      |                                      |                                      |                                      |
| Срби                                 | Срби                                 |                                      | 972                                  | 99,79%                               |
| Црногорци                            | Црногорци                            |                                      | 1                                    | 0,10%                                |
| Југословени                          | Југословени                          |                                      | 1                                    | 0,10%                                |
| непознато                            | непознато                            |                                      | 0                                    | 0,0%                                 |

| Година пописа     | 1948. | 1953. | 1961. | 1971. | 1981. | 1991. | 2002. |
| ----------------- | ----- | ----- | ----- | ----- | ----- | ----- | ----- |
| Број домаћинстава | 338   | 321   | 346   | 355   | 355   | 351   | 330   |

| Број чланова      | 1  | 2   | 3  | 4  | 5  | 6  | 7 | 8 | 9 | 10 и више | Просек |
| ----------------- | -- | --- | -- | -- | -- | -- | - | - | - | --------- | ------ |
| Број домаћинстава | 63 | 103 | 50 | 52 | 33 | 21 | 8 | 0 | 0 | 0         | 2,95   |

| Пол    | Укупно | Неожењен/Неудата | Ожењен/Удата | Удовац/Удовица | Разведен/Разведена | Непознато |
| ------ | ------ | ---------------- | ------------ | -------------- | ------------------ | --------- |
| Мушки  | 435    | 139              | 256          | 28             | 11                 | 1         |
| Женски | 428    | 52               | 253          | 111            | 12                 | 0         |
| УКУПНО | 863    | 191              | 509          | 139            | 23                 | 1         |

| Пол    | Укупно                    | Пољопривреда, лов и шумарство | Рибарство                            | Вађење руде и камена | Прерађивачка индустрија       |
| ------ | ------------------------- | ----------------------------- | ------------------------------------ | -------------------- | ----------------------------- |
| Мушки  | 227                       | 22                            | 0                                    | 0                    | 91                            |
| Женски | 56                        | 15                            | 0                                    | 0                    | 16                            |
| УКУПНО | 283                       | 37                            | 0                                    | 0                    | 107                           |
| Пол    | Производња и снабдевање   | Грађевинарство                | Трговина                             | Хотели и ресторани   | Саобраћај, складиштење и везе |
| Мушки  | 11                        | 29                            | 13                                   | 8                    | 20                            |
| Женски | 0                         | 0                             | 6                                    | 5                    | 0                             |
| УКУПНО | 11                        | 29                            | 19                                   | 13                   | 20                            |
| Пол    | Финансијско посредовање   | Некретнине                    | Државна управа и одбрана             | Образовање           | Здравствени и социјални рад   |
| Мушки  | 0                         | 0                             | 14                                   | 3                    | 1                             |
| Женски | 0                         | 0                             | 1                                    | 3                    | 10                            |
| УКУПНО | 0                         | 0                             | 15                                   | 6                    | 11                            |
| Пол    | Остале услужне активности | Приватна домаћинства          | Екстериторијалне организације и тела | Непознато            | Непознато                     |
| Мушки  | 3                         | 0                             | 0                                    | 12                   | 12                            |
| Женски | 0                         | 0                             | 0                                    | 0                    | 0                             |
| УКУПНО | 3                         | 0                             | 0                                    | 12                   | 12                            |